# Three-check chess
Three-check chess (en français, « Échecs à trois échecs ») est une variante du jeu d'échecs, où le joueur peut gagner en plaçant son adversaire en échec trois fois. Les autres règles des échecs classiques sont présentes dans cette variante, y compris le mat. Des joueurs de haut niveau ont joué à cette variante, tels qu'Anatoly Karpov,, Maxime Vachier-Lagrave et Sergei Zhigalko, contribuant à sa popularité. Cette variante est jouée majoritairement sur des plateformes en ligne.